# Костинський Сергій Костянтинович
Сергій Костянтинович Костинський (рос. Сергей Константинович Костинский; 12 серпня 1867 — 22 серпня 1936) — російський і радянський астроном, член-кореспондент АН Росії та СРСР (1915).

## Біографія
Народився в Москві. У 1890 закінчив Московський університет. З 1894 працював у Пулковській обсерваторії. Брав участь у ряді експедицій, в тому числі на Нову Землю для спостереження повного сонячного затемнення (1896), на Шпіцберген для вимірювання дуги земного меридіана (1899-1901). У 1920-і роки був професором Петроградського університету. 
Основні наукові праці присвячені фотографічній астрометрії. Один з основоположників астрофотографії і фотографічної астрометрії в Росії. Зібрав величезну колекцію фотографій неба (зокрема, отриманих на так званому нормальному астрографі), у тому числі фотографій окремих ділянок неба, включених до плану Каптейна. Порівняння їх з фотографіями, отриманими в Пулково згодом, дозволило скласти каталог власних рухів 18000 зірок у вибраних майданчиках Каптейна. Зібрав і обробив великий матеріал про власні рухи зірок і туманностей. Отримав фотографії супутників великих планет, зокрема такого важкого для спостережень об'єкта, як Тритон — супутник Нептуна, зібравши тим самим найцінніший матеріал для вивчення їхніх рухів. Розробляв фотографічні методи визначення зоряних паралаксів. Увів низку вдосконалень в методику астрофотографічних досліджень, вивчав різні помилки при астрофотографічних спостереженнях і вимірах знімків, вказав шляхи їхнього усунення. У 1906 виявив явище взаємодії двох сусідніх зображень тісних подвійних зірок на платівці («ефект Костинського»). Слід також відзначити роботу Костинского, присвячену дослідженням змінності широт (1893). У ній наведена формула для визначення координат полюсів Землі за зміннастю широт обсерваторій (формула Костинського).
Ім'ям Костинського названі кратер на Місяці і мала планета (3134 Костинський), відкрита Сергієм Бєлявським 5 листопада 1921 року в Сімеїзькій обсерваторії.